# Silvija Talaja
Silvija Talaja (Imotski, 14. siječnja 1978.), je bivša hrvatska tenisačica.

## Karijera
Godine 1991. debitirala je na ITF turniru u Beogradu. Svoj prvi ITF naslov osvojila je 1996. godine u Makarskoj. Iste godine igra i svoje prvo WTA finale (Bol Open u Bolu na Braču), gdje je izgubila od Pizzichini. 
Na Grand Slam turnirima debitira 1997. godine na Australian Openu, a svoju prvu pobjedu na Grand Slamu zabilježila je na Roland Garrosu iste godine. Ozljeda ramena nakon US Opena udaljila ju je od tenisa do kraja godine. Godine 1998. od značajnijih rezultata zabilježila je samo polufinala Bola i Pattaye. Godine 1999. igra isključivo na WTA turnirima. Igrala je finale Hertogenboscha (izgubila od Brandi u 3 seta) i Portschacha (poraz od Habsudove). Kao 82. tenisačica svijeta, te godine postaje prvi hrvatski teniski reket. Godine 2000. osvojila je svoj prvi WTA turnir. Bio je to Gold Coast. Iste godine osvaja i Strasbourgi probija se među prvih 20 igračica svijeta.
2001. godine, osim polufinala Porta i četvrtfinala Gold Coasta nije imala zapaženijih nastupa. Nakon što je izbivala s terena 7 mjeseci, u veljači 2002. godine vraća se u Top 100. Igrala je polufinale Aucklanda i četvrtfinala Memphisa. Nakon turnira u Varšavi, gdje je izborila polufinale, nije zabilježila pobjedu u sljedećih 10 susreta. Sve do turnira u Tokiu, kada je na putu do finala pobijedila i prvu nositeljicu, Japanku Sugiyamu. Godinu je upotpunila finalom parova u Varšavi na kojem je nastupala s Kulikovskajom. Godine 2003. igrala je četvrtfinala Hyderabada, Estorila, Bola i Helsinkija. U paru s Perebiynis osvaja turnir u Sopotu i igra finale u Helsinkiju.
U 2004. godini zabilježila je četvrtfinale Seoula, 3. kolo Indian Wellsa i Roland Garrosa, te tri polufinala u parovima. Četvrto finale u karijeri u parovima igra 2005. godine s Domachowskom na WTA turniru u Pattayi. Zapaženijih rezultata u singlu iste godine nije imala.

## Osvojeni turniri

### Pojedinačno
| Br. | Datum             | Turnir     | Protivnica u finalu | Rezultat    |
| 1.  | 9. siječnja 2000. | Gold Coast | Conchita Martinez   | 6:0 0:6 6:4 |
| 2.  | 28. svibnja 2000. | Strasbourg | Rita Kuti Kis       | 7:5 4:6 6:3 |

### Parovi
| Br. | Datum             | Turnir         | Partnerica         | Protivnice u finalu      | Rezultat |
| 1.  | 2. kolovoza 2003. | Sopot, Poljska | Tatiana Perebiynis | Maret Ani Libuse Prusova | 6:4 6:2  |

## Vanjske poveznice
- WTA profil  Arhivirana inačica izvorne stranice od 6. veljače 2007. (Wayback Machine)